# Atoyac
Atoyac – miejscowość w południowej części meksykańskiego stanu Jalisco, w regionie Sur, położona około 50 km na południe od stolicy stanu - Guadalajary, leżące nad jeziorem Laguna de Seyula. Jest siedzibą władz gminy Atoyac. Miasto w 2010 r. zamieszkiwały 5052 osoby, natomiast ludność całej gminy liczyła 8272 osób. Klimat Atoyac jest subtropikalny, według klasyfikacji Wladimira Köppena, należy do umiarkowanie ciepłych (Cwa), z łagodnym, umiarkowanie wilgotnym latem i suchą zimą.